# Gerhard Neukum
Gerhard Neukum est un planétologue allemand, né en 1944 dans la région des Sudètes et décédé le 21 septembre 2014.

## Biographie
Il est professeur de géosciences à l'Université libre de Berlin de 1997 à sa mort. Ayant obtenu son doctorat en physique sur les cratères lunaires à l'Université de Heidelberg, il a décroché son HDR en géophysique et planétologie à l'Université Louis-et-Maximilien de Munich en 1983, et y a été nommé professeur extraordinaire en 1989.
Par la suite, il a dirigé l'Institut de planétologie du DLR entre 1993 et 2002.
À l'origine du développement de la caméra stéréo haute résolution HRSC embarquée sur la sonde Mars Express de l'ESA destinée à l'étude approfondie de la surface de la planète Mars depuis début 2004, il dirige l'équipe de scientifiques qui analyse les résultats de cette expérience, notamment en évaluant finement le taux de cratérisation de régions particulières et peu étendues de la planète rouge grâce à la résolution de cette caméra. C'est de cette façon que l'âge de certaines coulées volcaniques martiennes a pu être estimé à quelques millions d'années seulement, permettant de penser que le volcanisme de la planète rouge était encore actif il y a peu — et le serait même peut-être encore aujourd'hui.
Ces travaux sont venus appuyer l'élaboration, en maturation depuis une trentaine d'années, d'une échelle des temps géologiques martiens alternative à celle issue des travaux de l'astronome américain William Hartmann, caractérisée par l'âge sensiblement plus élevé attribué aux terrains les plus anciens, et souvent appelée échelle de Hartmann & Neukum. Cette chronologie est par ailleurs plus en phase avec celle issue de la chronostratigraphie minéralogique développée par l'équipe de Jean-Pierre Bibring, responsable de l'instrument OMEGA de l'IAS d'Orsay, également embarqué sur Mars Express.
G. Neukum a également pris place dans l'équipe responsable de l'imagerie de la mission Cassini-Huygens, conjointe entre le JPL et l'ESA, qui a étudié Saturne et ses satellites, dont notamment Titan en 2005, et intervient dans le cadre de la mission Rosetta de l'ESA qui devrait permettre de se poser sur la comète Tchourioumov-Guerassimenko en novembre 2014, ainsi que sur la mission Dawn de la NASA, dont la sonde devrait se mettre en orbite autour de l'astéroïde Vesta et de la planète naine Cérès en 2011 et 2015 respectivement.

## Articles liés
- Mars Express
- Mars (planète)
- Géologie de la planète Mars
- Échelle des temps géologiques martiens
- Échelle de Hartmann & Neukum
- Notices d'autorité :   - VIAF
  - ISNI
  - LCCN
  - GND
  - Tchéquie
  - WorldCat